# Bolzano (1932)
Bolzano – włoski krążownik ciężki z okresu międzywojennego i II wojny światowej, ostatnia jednostka tej klasy faszystowskich Włoch.

## Historia powstania
Okręt został zamówiony 25 października 1929 w genueńskiej stoczni Ansaldo S.A. w Sestri Ponente. Stępkę pod budowę okrętu położono 11 czerwca 1930, kadłub wodowany był 31 sierpnia 1932, a okręt oddano do służby 19 sierpnia 1933.

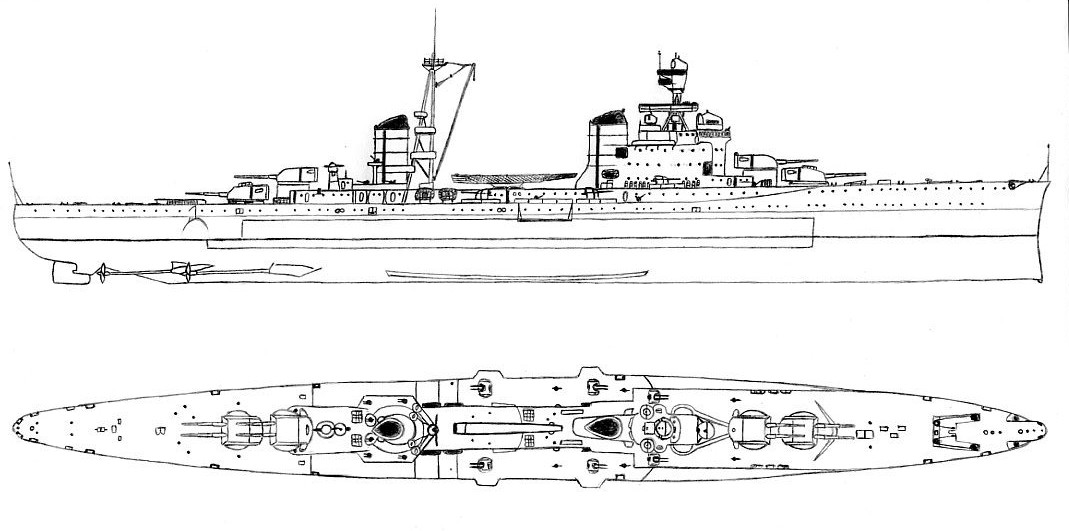
Rzuty okrętu

Projekt „Bolzano” był zasadniczo rozwinięciem typu Trento, zachowując jego cechy jak dużą prędkość i stosunkowo lżejsze opancerzenie, z kombinacją cech krążowników „Zara” (uzbrojenie i forma kadłuba z uskokiem burt) i „Pola” (forma nadbudówki dziobowej). Zastosowano nowocześniejszą w porównaniu z Trento i przez to zajmującą mniej miejsca siłownię, a także lepszy podział kadłuba na wodoszczelne sekcje. W stosunku do poprzedników zmieniono wyposażenie lotnicze – zamiast stałej dziobowej, zastosowano obrotową katapultę, umieszczoną między kominami (okręt nie posiadał jednak hangaru do chronienia samolotu).
„Bolzano” był najszybszym włoskim i jednym z najszybszych na świecie krążowników ciężkich – na próbach osiągnął prędkość 36,81 w, a podczas służby osiągał maksymalnie 34-35 w.

## Służba
„Bolzano” brał udział w bitwie koło przylądka Stilo 9 lipca 1940, podczas której został trafiony trzema pociskami średniego kalibru, nie odnosząc większych uszkodzeń. Brał następnie udział w osłonie operacji konwojowych między Włochami a Afryką Północną. Uczestniczył też w bezskutecznych akcjach w poszukiwaniu floty brytyjskiej oraz w początkowej fazie bitwy pod Matapanem 28 marca 1941.
25 sierpnia 1941 „Bolzano” został trafiony torpedą w rufę przez brytyjski okręt podwodny HMS „Triumph” u północnego wejścia do Cieśniny Mesyńskiej, po czym odholowano go do Messyny na trzymiesięczny remont.
W sierpniu 1942 okręt brał udział w akcji przeciw operacji Pedestal, która jednak została przerwana. W drodze powrotnej 13 sierpnia 1942 roku w okolicach Wysp Liparyjskich został ponownie storpedowany (w śródokręcie) przez brytyjski okręt podwodny HMS „Unbroken”. Aby ugasić pożar zalano komory amunicyjne, a okręt osadzono na mieliźnie w okolicy wyspy Panarea. Po miesiącu prac ratowniczych okręt odholowano najpierw do Neapolu, a potem do bazy La Spezia.
Podczas remontu zaproponowano przebudowę okrętu na krążownik lotniczy z pokładem startowym ciągnącym się od komina rufowego aż do dziobu, przy czym nadbudówka dziobowa miała być zlikwidowana, a dziobowy komin zastąpiony przez dwa rozsunięte na burty. Okręt miał przenosić 12 myśliwców Reggiane Re.2000, startujących za pomocą dwóch katapult na dziobie. Samoloty miały następnie lądować w bazach lądowych, bez możliwości lądowania na okręcie. Uzbrojenie miało się składać jedynie z 10 dział przeciwlotniczych 90 mm i 40 działek plot 20 mm. Nie podjęto jednak realizacji tej propozycji.
10 września 1943 roku, po kapitulacji Włoch i zajęciu La Spezii przez wojska niemieckie, niewyremontowany krążownik został przejęty przez Niemców, którzy nie podjęli próby jego remontu. Mimo to, z inicjatywy nowego ministra marynarki Włoch, obawiającego się o zablokowanie przez Niemców okrętami wejścia do portu, Brytyjczycy podjęli decyzję o zatopieniu „Bolzano” z pomocą włoską. W nocy z 21 na 22 czerwca 1944 roku został zatopiony w La Spezii przez brytyjskich płetwonurków na dwóch pojazdach podwodnych Chariot, wodowanych z włoskiego kutra torpedowego MS 74, z których jeden zdołał podwiesić ładunek wybuchowy pod okrętem. Został formalnie skreślony z listy floty 27 lutego 1947 roku. W 1949 roku wrak podniesiono i następnie pocięto na złom koło La Spezii.
Podczas wojny krążownik odbył 23 wyjścia w morze i przepłynął prawie 22 800 mil morskich w ciągu 1139 godzin na morzu.

## Dane techniczne
- wyporność:
  - standardowa: 10 980 t
  - pełna: 13 900 t
- wymiary:
  - długość: 196,9 m
  - szerokość: 20,6 m
  - zanurzenie: 6,8 m
- napęd: 4 turbiny parowe systemu Parsonsa(inne języki) o mocy łącznej 150 000 KM, 10 kotłów parowych Yarrow-Ansaldo (o ciśnieniu 22 at.), 4 śruby
- prędkość maksymalna: 36 w.
- zasięg: 4432 mile morskie przy prędkości 16 w, 910 Mm/35 w.
- zapas paliwa: 2224 t mazutu
- załoga: 725-788

Uzbrojenie i wyposażenie:
- 8 dział kalibru 203 mm L/53 w wieżach dwudziałowych (4xII).
- 12 dział przeciwlotniczych 100 mm L/47 w podwójnych stanowiskach na burtach (6xII) (do 1937 – 16 × 100 mm)
- 8 działek plot 37 mm L/54 (4xII) (od 1937)
- 8 karabinów maszynowych plot 13,2 mm (4xII) (od 1942 – 4 × 20 mm)
- 8 kadłubowych stałych wyrzutni torpedowych 533 mm (4xII, poprzeczne do burt)
- 2 wodnosamoloty, katapulta

Opancerzenie:
- pas burtowy: 70 mm
- pokład pancerny: 50 mm
- przednia i tylna gródź cytadeli pancernej: 50 mm
- wieże artylerii: 100 mm (boki i dach – 80 mm)
- barbety: 60 mm
- wieża dowodzenia(inne języki): 100 mm